# 거문고
거문고는 낮고 중후한 소리부터 높은 소리까지 넓은 옥타브의 소리를 내는 고구려에서 유래된 한국의 전통 현악기이다. 현학금(玄鶴琴), 현금(玄琴)이라고도 한다. 증보문헌비고에 의한 악기 분류법 중 사부(絲部)에 속한다. 한국의 전통 악기 가운데 가장 넓은 2옥타브에 가까운 음역을 갖고 있다.
나무에 명주실 여섯을 매어 술대로 뜯는 악기로, 줄풍류를 비롯하여 가곡반주·산조에 쓰인다. 소리는 깊고 꿋꿋하며 명예로부터 백진, 백지라 하여 선비들이 음악의 도를 닦는 그릇으로 소중히 여겨 왔다.

## 명칭 및 유래
본래 4현 13괘였으나 지금은 6현 16괘로 바뀌었다. 삼국사기에 의하면 고구려의 재상이었던 왕산악(王山岳)이 중국 악기인 칠현금(七絃琴)을 개조하여 거문고를 만들었다. 칠현금은 있으나 연주할 수 있는 사람이 아무도 없음을 왕이 슬퍼하자, 왕산악이 그 주법을 바꾸고 100여곡을 작곡하여 바치며 왕 앞에서 연주하니, 이윽고 검은 학이 날아들었다는 것이다. 이를 ‘현학금(玄鶴琴)’이라 부르다가, ‘검은(학)고’, ‘거문고’로 불린다고 한다. 
진나라 이전 고구려 고분벽화에 거문고 원형으로 보이는 악기가 있으므로 거문고는 그 이전부터 원형이 고구려에 있던 것 같다고 하는 설도 있다. 거문고는 금마저(金馬渚 : 전라북도 익산)에서 고구려 부흥운동을 전개하던 보덕국(報德國)이 대문의 난으로 망한후 고구려인 잔당들이 지리산 일대에 남원경(南原京 : 전라북도 남원)으로 이주하는 과정에서 정황상 고구려유민에서 신라 귀족으로 편입된 것으로 추정되는 옥보고(玉寶高)가 지리산에서 50년 동안 수련한 끝에 30곡을 지어 속명득(續明得)에게 전하고 속명득은 귀금선생에게, 귀금선생은 안장(安長)과 청장(淸長)에게, 안장은 극상(克相)과 극종(克宗)에게 가르쳤다고 한다. 극종은 7곡을 짓고, 극종 뒤에는 세상에서 거문고를 하는 이가 많았다고 한다. 왕산악이 지은 백여곡은 곡명도 전해지지 않으며, 옥보고가 지은 상원곡(上院曲)·중원곡(中院曲)·하원곡(下院曲)·남해곡(南海曲) 등 30곡은 이름만 전한다.
거문고 명칭이 현학금에서 나왔다는 《삼국사기》 기록과는 별도로, '거문고'는 '검은고'로 고구려금(高句麗琴)이라고 해석하는 설도 있다. 고구려의 옛 이름인 ‘검’, ‘곰’과 현악기를 뜻하는 ‘고’가 합쳐져 만들어진 말로서 ‘고구려의 현악기’라는 뜻으로 불렸다는 것이다.거문고라는 명칭에 대해 『삼국사기』에는 “그 때에 검은 학이 날아와 춤을 추었다. 이로 인해 그 이름을 현학금이라 하였고, 뒤에 현금이라 하였다”라고 전하나 믿기 어렵다. 국문학자 이탁(李鐸)은 거문고를 고구려의 금, 즉 감고(거뭇고, 가뭇고)의 음변(音變)이라고 논증하고 있다.
밤나무(뒷판)를, 대추나무(괘) 붙여서 만든 울림통 위에 명주실을 소나무(지름 약10센치 정도로 둥글게 만든 막대모양)에 감아서 쩌서내 만든 6줄(絃-문현,유현,대현,괘상청,괘하청,무현)을 맨다.
거문고통의 앞면은 오동나무판, 뒷면은 밤나무판으로 되었다. 통의 길이는 5자 정도, 넓이는 5치(寸) 8푼(分) 정도가 된다. 거문고의 머리쪽을 용두(龍頭, 용의 머리), 꼬리쪽을 봉미(鳳尾, 봉황의 꼬리), 용두의 윗면을 좌단(坐團)이라 한다. 통 위에는 딴딴한 회목(會木)으로 된 16개의 괘가 차례로 열지어 세워져 있다. 용두 좌단과 통 사이에는 현침(絃枕)이 질려 있다.
통 앞면 위는 6개의 줄이 용두와 봉미에 매어 있는데, 용두 쪽에는 줄이 뒷면 진괘에 매어져 있다. 줄은 가까운 쪽에서부터 문현(文絃)·유현(遊絃)·대현(大絃)·괘상청·기괘청·무현(武絃)이라 부른다. 유현·대현·괘상청은 괘 위에 얹혀 있고, 문현·기괘청·무현은 안족(雁足)으로 받쳐져 있다. 대현이 가장 굵고 문현·무현이 다음이고 괘상청이 그 다음, 기괘청이 그 다음 가늘고 유현이 가장 가늘다.
오른손에 단단한 해죽(海竹)으로 된 술대(匙)를 쥐고 현침 가까이 줄을 내리치거나 거슬러치는데 술대로 앞면 통이 상하는 것을 막기 위하여 부드러운 가죽으로 된 대모(玳瑁)를 통에 덮는다.

## 연주 및 운지법
왼손은 손가락으로 줄을 눌러 괘를 짚어서 음을 내는데 운지법(運指法)은 다음과 같다. 소지(小指, 새끼손가락)는 문현 위에 붙이고, 무명지는 유현을, 장지는 대현을, 식지(食指)와 엄지는 유현과 대현을 두루 누른다. 거문고 구음법(口音法)은 줄과 누르는 손가락에 따라 정해져 있으며 괘는 바뀌어도 구음은 변하지 않는다. 대현을 장지로 누르면 ‘덩' 대현을 식지로 누르면 ‘둥' 대현을 엄지로 누르면 ‘등' 유현을 무명지로 누르면 ‘당' 유현을 식지로 누르면 ‘동' 유현을 엄지로 누르면 ‘징' 문현을 거쳐 유현의 어느 음을 2박에 걸쳐 탈 때에는 ‘쌀갱' 문현을 거쳐 유현의 어느 음을 한 박 안에서 빠르게 이어 탈 때네는 ‘싸랭' 문현을 거쳐 대현의 정해진 음까지 탈 때 장지로 짚은 음은 ‘슬기덩', 식지로 짚은 음은 ‘슬기둥', 엄지로 짚은 음은 ‘슬기등'이라 부른다.

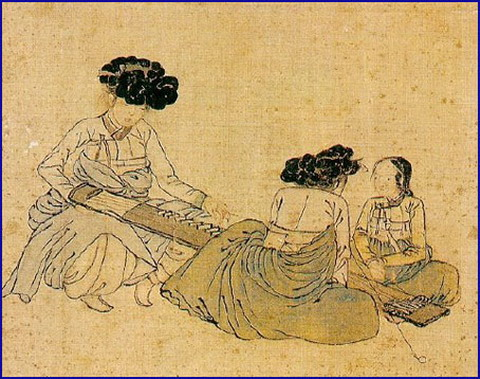
탄현 (거문고 줄 고르기), 신윤복 (1758?~1817?)

### 거문고 연주법
술대로(해죽으로 만든 길이 약16센치, 지름0.6-0.8센치)치거나 뜯어서 소리를 낸다.
정악자세
먼저 왼쪽 다리를 안으로 구부리고 오른쪽 발이 왼쪽 다리 앞으로 가게 책상다리를 하고 앉는다. 다음에 대모 반월형 부분을 오른쪽 무릎 위에 놓고 왼쪽 무릎으로는 거문고의 뒷면을 곧추 비스듬히 괸다.
민속악자세
먼저 오른쪽 다리를 왼쪽 무릎 위쪽 안으로 구부리고  왼쪽발이 오른쪽 다리 앞으로 나오게 책상다리를 하고 앉는다. 다음에 대모 반월형 부분을  왼쪽발위에 놓고 왼쪽 무릎으로는 거문고의 뒷면을 곧추 비스듬히 괸다. 연주시 얼굴은 항상 왼손을 보면서 연주한다.
오른손으로는 술대를 살포시 잡고 사용하여 소리를 내고 왼손은 괘위에서 음을 잡으면서 장식음(전성,퇴성,추성)등을 넣어 준다. 술대를 쓸 때는 손목만 움직이지 말고 팔 전체를 자연스럽게 움직여야 한다. 왼손의 운지법은, 무명지 손가락은 유현을, 장지는 대현을, 식지와 엄지는 유현과 대현을 음에 따라 누른다.

### 거문고 구음법
악기의 소리를 흉내낸 구음법은 줄과 손가락에 따라 정해지는데,
현행 거문고의 구음에 대한 약속은 다음과 같다.
(괘(棵)가 바뀌어도 구음(口音)은 변하지 않음)
- 대현을 장지로 누르면 덩
- 대현을 식지로 누르면 둥
- 대현을 엄지로 누르면 등
- 유현을 무명지로 누르면 당
- 유현을 식지로 누르면 동
- 유현을 엄지로 누르면 징
- 문현을 거쳐 유현의 음을 거쳐 소리낼 때는 쌀깽, 싸당, 싸동, 싸징, 살당, 살동, 살징 등등..
- 문현을 거쳐 대현의 정해진 음까지 이어 탈 때 장지로 짚은 음은 슬기덩, 슬기둥, 슬기등, 살키덩, 살키둥 살키등 등등
- 문현은 살, 슬 등으로 부른다.
- 개방현(괘상청,괘하청,무현)은 청, 청, 청으로 부른다.

## 거문고와 가야금

### 공통점
- 거문고, 가야금 둘다 현악기이다
- 악기재질은 뒷판은 밤나무, 윗판은 오동나무 줄은 명주실을 꼬아서 만든다.
- 악기통의 위쪽(용두 밑)에 현침(絃枕:줄을 지탱하는 역할을 함)이라 불리는 나무를 대고  현침 위에 구멍을 뚫어 줄을 집어넣은 다음 돌괘 (뒷판에 줄이 풀리지 않게 잡아 주는 역할과 악기의 음조절을 함)에 묶어준다.  봉미 위쪽에 줄을 지탱하고 엮어주는 학슬과 부들이 있다.
- 민속악이나 정악은 오른손으로 줄을 뜯어 연주하고 왼손으로는 음을 잡고 농현 및 장식음 등을 한다.

### 차이점
악기줄
- 가야금에 비해 거문고의 줄이 훨씬 두껍다. 가야금은 12줄, 거문고는 6줄이다.

연주법
- 가야금은 손으로 현을 뜯는데 반해 거문고는 술대를 이용해서 연주한다. 왼손농현시 가야금은 안족에서 10~15cm 떨어진곳에서 줄을 누르고 누른줄을 들어서 연주하고, 거문고는 줄을 앞으로 밀거나 민줄을 다시 당겨서 연주한다.
- 또한 연주시 악기의 놓임이 다르다. 가야금은 연주자의 시야에 똑바로 놓는데(관중이 볼때 가야금의 옆면이 보인다),  거문고는 앞을 향해 약간(약 15도 각도) 세워서 연주한다. (관중이 볼때 악기앞면이 확연히 보인다.)

구조
- 가야금은 안족(좌우로 움직여 음높이를 조절한다)이 12개,  거문고는 괘(왼손으로 짚어서 음높이를 조절한다)가16개, 안족이 3개이다.

연주자
- 가야금은 소리가 가늘고, 화려한 음색을 띄고, 거문고는 굵고, 깊고 웅장한 음색을 띈다. 그래서 가야금은 여성적인 악기라고 하고 거문고는 남성적인 악기라고 칭한다. 간혹 가야금을 여자가 연주하는 악기라 여성적이라는 말이 있으나, 가야금산조의 창시자로 불리는 김창조 등이나 그 이후 초기 가야금산조 유파 창시자들이 대개 남성인 것만 봐도 이는 잘못이라는 것을 알 수 있다.

## 관련 문화재
- 양금신보(梁琴新譜) - 경상남도의 문화재자료 제308호, 조선 광해군 2년(1610)에 악사 양덕수(梁德壽)가 엮은 거문고 악보이다.

## 같이 보기
- 한국 전통 악기